# ジュニオール・カバナンガ
ジュニオール・カバナンガ・カロンジ（Junior Kabananga Kalonji 、1989年4月4日 - ）は、コンゴ民主共和国・キンシャサ出身のプロサッカー選手。コンゴ民主共和国代表。ポジションは、フォワード。

## クラブ経歴
2010-11シーズンよりRSCアンデルレヒトに加入。2011年1月、KベールスホットACにレンタル移籍。2012–13シーズンはKSVルーセラーレにレンタル移籍。
2013年7月、サークル・ブルッヘに2年契約で完全移籍。
2015年6月、FCアスタナと2年半契約を結んだ。2016年2月1日、シーズン終了までの契約でカルデミル・カラビュックスポルにレンタル移籍することが発表された。

## 代表歴

### ゴール
| #  | 開催日         | 会場             | 対戦国           | スコア | 結果 | 試合概要                           |
| -- | -------------- | ---------------- | ---------------- | ------ | ---- | ---------------------------------- |
| 1. | 2014年10月15日 | アビジャン       | コートジボワール | 2–1    | 4–3  | アフリカネイションズカップ2015予選 |
| 2. | 2017年1月16日  | オイェム         | モロッコ         | 1–0    | 1–0  | アフリカネイションズカップ2017     |
| 3. | 2017年1月20日  | オイェム         | コートジボワール | 2–1    | 2–2  | アフリカネイションズカップ2017     |
| 4. | 2017年1月24日  | ポールジャンティ | トーゴ           | 1–0    | 3–1  | アフリカネイションズカップ2017     |

## タイトル
FCアスタナ
- カザフスタン・プレミアリーグ (4): 2015, 2016, 2017, 2018[6]
- カザフスタン・クボグィ (1): 2016[7]
- カザフスタン・スペルクボグィ (1): 2019

個人
アフリカネイションズカップ2017得点王